# مریزویل (ایندیانا)
مریزویل (به انگلیسی: Marysville) یک منطقهٔ مسکونی در ایالات متحده آمریکا است که در شهرستان کلارک، ایندیانا واقع شده‌است. مریزویل ۲۱۷٫۰۲ متر بالاتر از سطح دریا واقع شده‌است.